# Treorchy
 (mars 2024).
Treorchy (en anglais) ou Treorci (en gallois) est une ville et une communauté du borough de comté de Rhondda Cynon Taf, au pays de Galles.

## Géographie
Treorchy est située dans la vallée de la Rhondda Fawr, à 8 km en amont de Tonypandy. La communauté de Treorchy comprend aussi les villages de Cwmparc (en) et Ynyswen (en).

## Démographie
Au recensement de 2011, la communauté de Treorchy comptait 7 694 habitants.